# Maciej Korwin (reżyser)

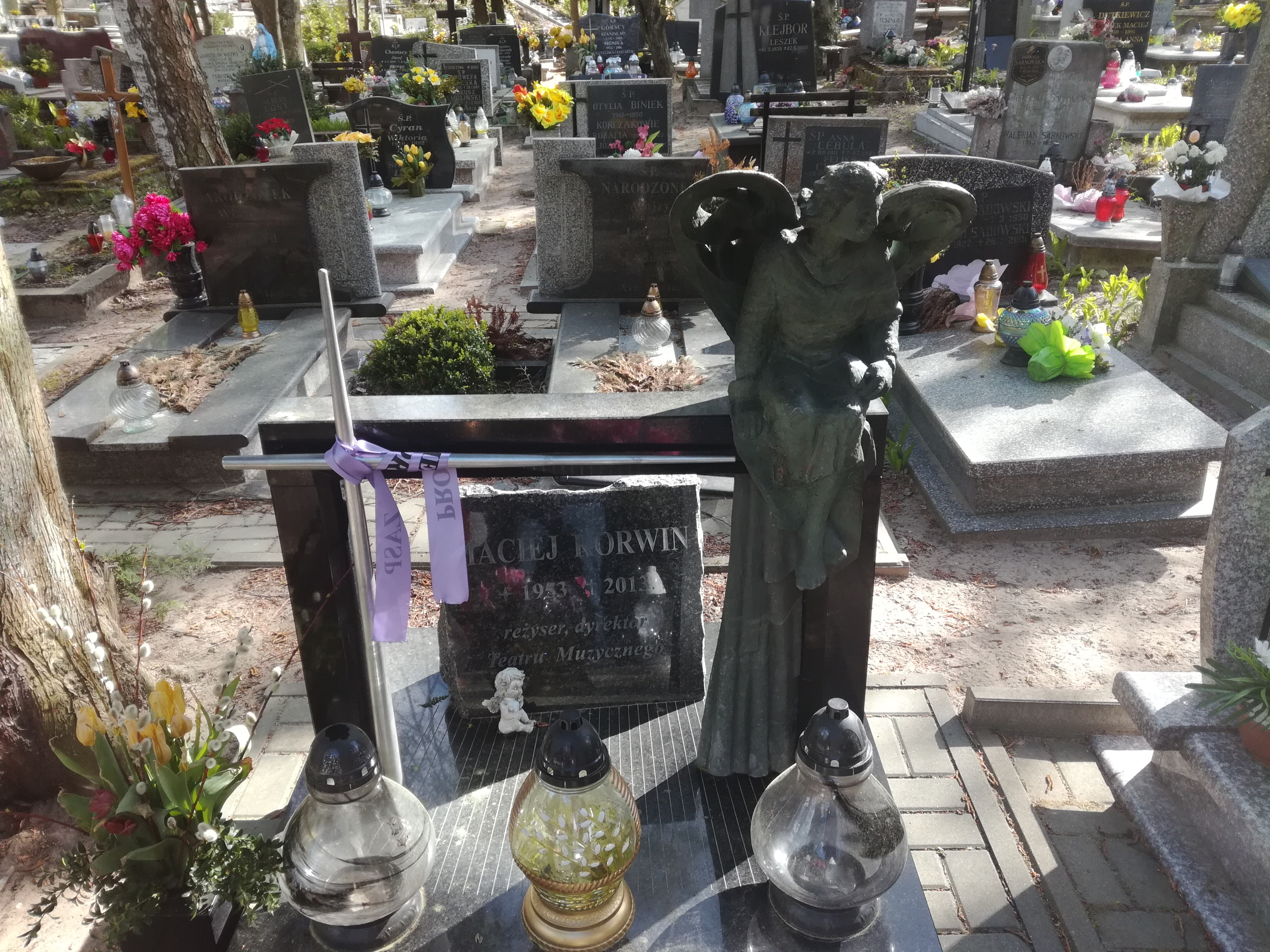
Grób Macieja Korwina na cmentarzu Witomińskim

Maciej Korwin, właśc. Maciej Korwin-Kluska (ur. 22 lutego 1953 w Łodzi, zm. 10 stycznia 2013 w Gdyni) – polski aktor i reżyser teatralny, dyrektor Teatru Muzycznego im. Danuty Baduszkowej w Gdyni w latach 1995–2013.

## Życiorys
Syn Stanisława i Gabrieli. Ukończył w 1975 studia na Wydziale Aktorskim Państwowej Wyższej Szkoły Filmowej, Telewizyjnej i Teatralnej w Łodzi. Karierę zawodową zaczynał jako aktor Wrocławskiego Teatru Współczesnego i Teatru Powszechnego w Łodzi. W 1985 został dyrektorem artystycznym Teatru im. Wojciecha Bogusławskiego w Kaliszu, w 1987 objął stanowisko dyrektora naczelnego i artystycznego Teatru Dramatycznego im. Jana Kochanowskiego w Opolu, a w 1991 objął tożsamą funkcję w Teatrze Powszechnym w Łodzi. Zainicjował wówczas powstanie Festiwalu Sztuk Przyjemnych. W 1995 powierzono mu kierownictwo Teatru Muzycznego im. Danuty Baduszkowej w Gdyni. Prowadził wykłady m.in. na macierzystej uczelni, został później wykładowcą Wydziału Filologiczno-Historycznego Uniwersytetu Gdańskiego. W 2012 w Państwowej Wyższej Szkole Filmowej, Telewizyjnej i Teatralnej w Łodzi uzyskał stopień doktora sztuk teatralnych.
Jako reżyser teatralny debiutował wystawieniem sztuki Sługa dwóch panów Carla Goldoniego. Wyreżyserował kilkadziesiąt spektakli, m.in. adaptacje musicali Jesus Christ Superstar Andrew Lloyda Webbera, Chicago, Footloose, Piękna i Bestia, Skrzypek na dachu i My Fair Lady.
Zmarł wskutek zatoru płucnego na oddziale kardiologicznym Szpitala Morskiego im. PCK w Redłowie. 21 stycznia 2013 został pochowany na cmentarzu Witomińskim (kwatera 61–18–15).

## Odznaczenia i wyróżnienia
Wyróżniony m.in. nagrodą Stowarzyszenia INTHEGA (za reżyserię musicalu Chess), nagrodami przyznawanymi przez władze samorządowego oraz tytułem „Radiowej Osobowości Roku” przyznawanym przez Radio Gdańsk. Odznaczony Złotym Krzyżem Zasługi (2005) oraz Srebrnym Medalem „Zasłużony Kulturze Gloria Artis”.
W 2013, za wybitne zasługi dla rozwoju teatru muzycznego w Polsce, za osiągnięcia w pracy artystycznej i działalności dydaktycznej, został przez prezydenta Bronisława Komorowskiego pośmiertnie odznaczony Krzyżem Oficerskim Orderu Odrodzenia Polski